# Ніїдза

35°47′36″ пн. ш. 139°33′55″ сх. д. / 35.79333° пн. ш. 139.56528° сх. д.
Ніїдза́ (яп. 新座市, にいざし, МФА: [ɲiːd͡za ɕi̥]) — місто в Японії, в префектурі Сайтама.

## Короткі відомості
Розташоване в південній частині префектури. Виникло на основі поселення раннього нового часу, на місці прокладаня каналу Нодоме. Основою економіки є сільське господарство, харчова промисловість, комерція. В місті розташований буддистський монастир Хейріндзі. Станом на 1 жовтня 2008 площа міста становила 22,80 км². Станом на 1 січня 2009 населення міста становило 157 397 осіб.

## Міста-побратими
- Ювяскюля, Фінляндія (1997)
- Насу-Сіобара, Японія (2000)
- Токаматі, Японія (2002)
- Jiyuan, КНР (2002)
- Нойруппін, Німеччина (2003)